# 제노바도

제노바도의 위치

제노바도(이탈리아어: Provincia di Genova)은 이탈리아 북부 리구리아주에 있던 도이다. 도청 소재지는 제노바이다. 면적은 1,838 km2, 인구는 884,251(2009)이다. 2015년 1월 1일을 기해 제노바 광역시로 개편되었다.

## 같이 보기
- 제노바광역시